# 4여신 온라인 CYBER DIMENSION NEPTUNE
4여신 온라인 CYBER DIMENSION NEPTUNE(일본어: 四女神オンライン CYBER DIMENSION NEPTUNE, Cyberdimension Neptunia: 4 Goddesses Online)은 컴파일 하트와 탬소프트가 개발하고 아이디어 팩토리 인터내셔널이 배급한 일본의 액션 어드벤처 게임이다. '4여신'이라는 타이틀과 달리 이 게임은 온라인 협업 멀티플레이어 옵션을 포함한 싱글플레이어 게임이다. 언리얼 엔진 4를 채용한 최초의 넵튠 게임이자 플레이스테이션 비타가 아닌 플레이스테이션 4용으로 출시된 최초의 스핀오프 게임이다.

## 평가
| 평가                                          |        |
| --------------------------------------------- | ------ |
| 통합 점수 통합사 점수 메타크리틱 71/100 [ 1 ] |        |
| 통합 점수                                     |        |
| 통합사                                        | 점수   |
| 메타크리틱                                    | 71/100 |